# Masghati
Masghati (مسقطی) es un dulce suave y transparente en Irán elaborado con agua de rosas, almidón, azúcar y agua. Junto con koloocheh, es una tradición de las celebraciones del Año Nuevo Nouruz. También se pueden usar pistacho, azafrán y cardamomo para hacer masghati.
El masghati se produce en la provincia de Fars, particularmente en el condado de Larestan y Shiraz. El masghati que se produce en Larestan se llama Masghati Lari que es más viscoso y más dulce que el Shirazi. Koloocheh y masghati son recuerdos de Shiraz.

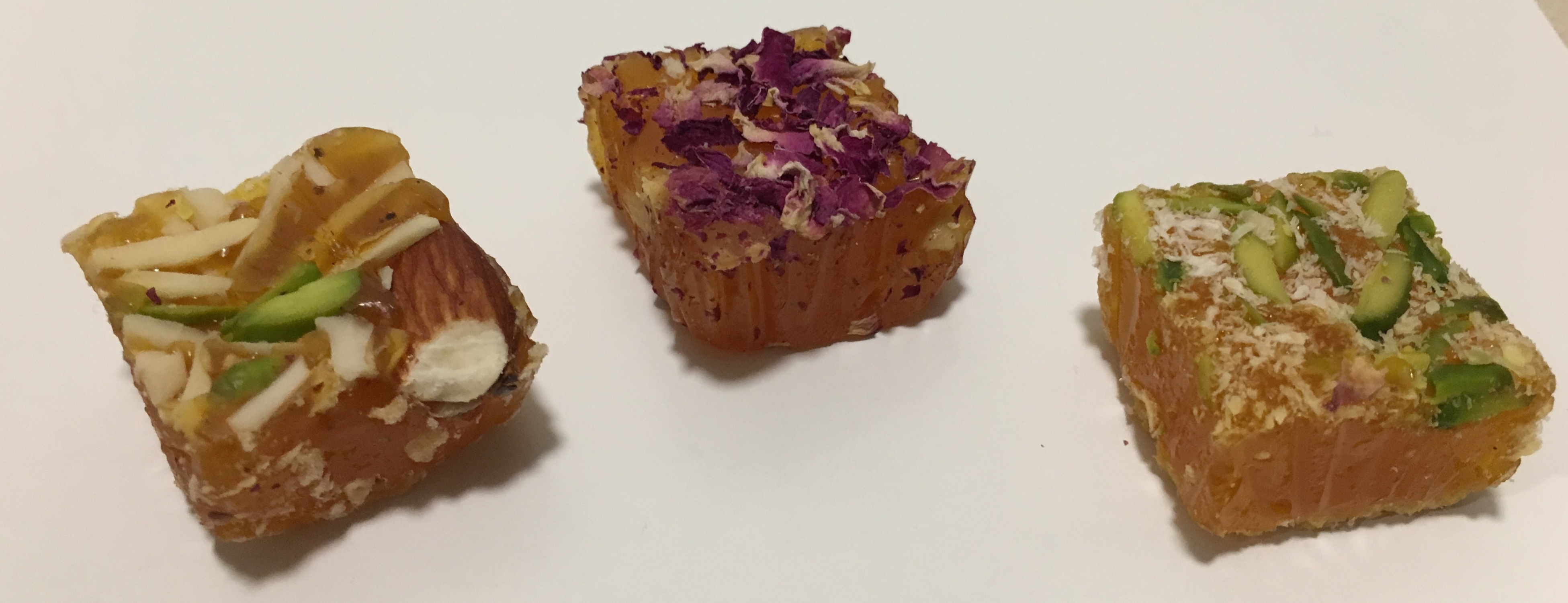
Tres piezas decoradas de masghati.

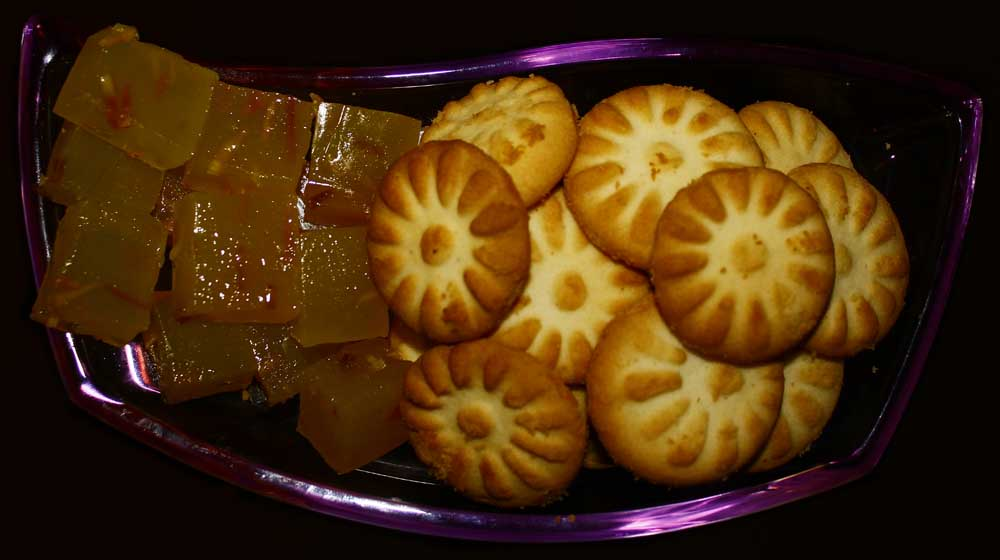
Masghati (izquierda) sin decoración y koloocheh.